# ملعب أنتونيو كويمبرا دا موتا
ملعب أنتونيو كويمبرا دا موتا هو ملعب كرة قدم يقع في إستوريل، البرتغال، يستخدم حالياً في الغالب لمباريات كرة القدم ويعتبر الملعب البيتي لنادي إشتوريل برايا. يتسع لجلوس 8,000 متفرج. بدأ بناء الملعب في 1938 وافتتح في 1 يناير 1939.